# Jean-Baptiste Greuze

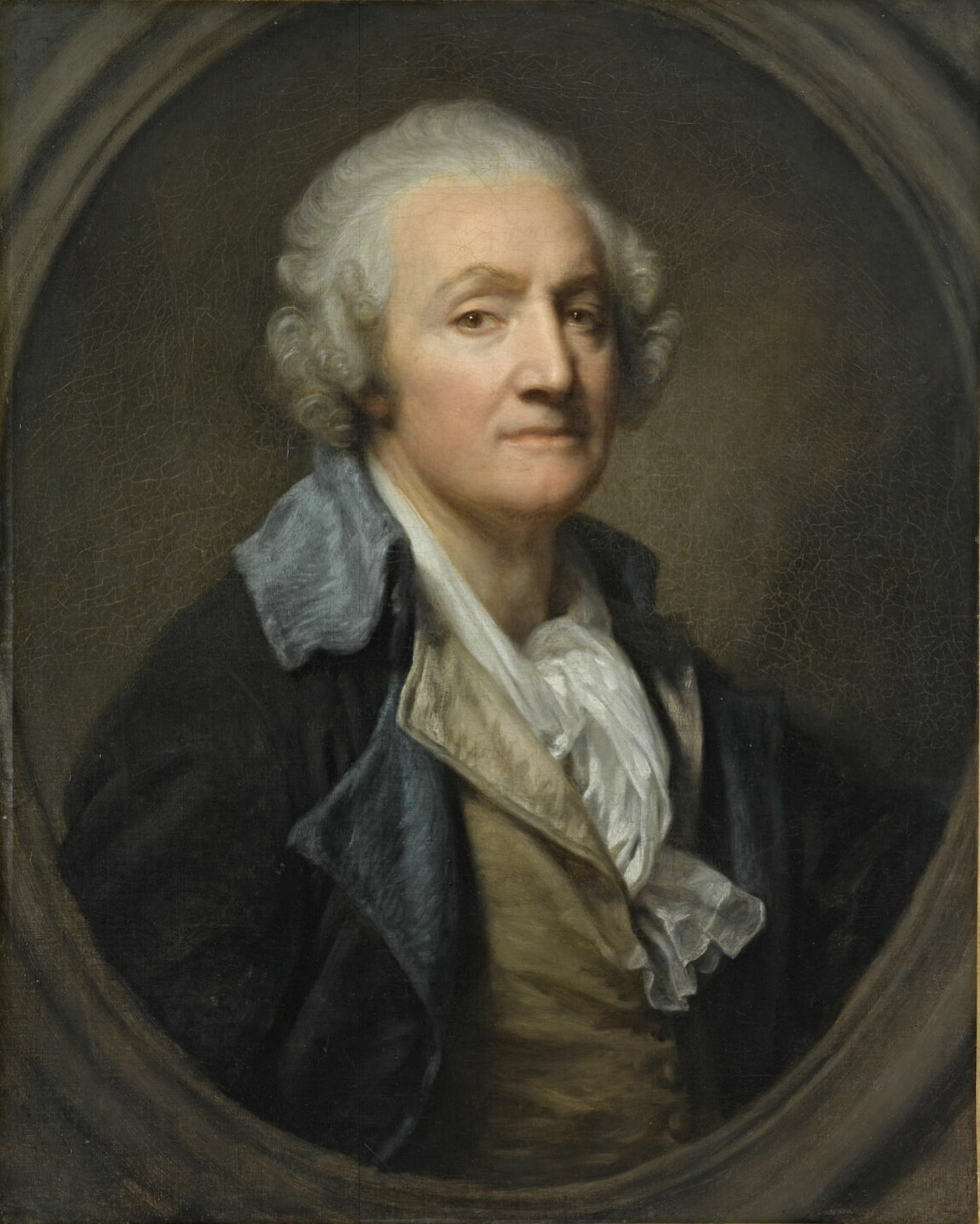
Jean-Baptiste Greuze, självporträtt.

Jean Baptiste Greuze, född den 21 augusti 1725 i Tournus, död den 4 mars 1805 i Paris, var en fransk målare.
Gruze studerade i Lyon och vid akademien i Paris samt väckte första gången uppmärksamhet med en genretavla Familjefader, som läser bibeln för sina barn. År 1755 reste Greuze till Italien, målade en tid framåt italienska studier, uppträdde någon gång efter sin återkomst med ett klassiskt motiv (Severus och hans son Caracalla, 1769, Louvren), men hade ingen betydelse som historiemålare. 
Han blev i stället en banbrytare för genremålningen med berättande innehåll och moraliserande syfte. Påverkad av Diderot, sökte han i konsten förhärliga dygd och goda seder. Han målade den gamle familjefadern, som ger sin välsignelse åt sonen och dennes fästmö (L'accordée de village), fadern, som förbannar sin son och sonhustru (La malédiction paternelle), och hur dessa båda ångrande och förkrossade återvänder och finner fadern liggande död på sitt läger (Le fils puni) - allt skildrat med teatralisk uppställning, sentimental tårögdhet och stora rörelser. 
Det programartade i hans moraltavlors motiv har ansetts medföra uppstyltning och tomhet, deklamation utan kärna. Mest omtyckt blev Greuze genom de unga flickor han målade med genreartad uppfattning (Den sönderslagna krukan, Mjölkflickan, båda i Louvren, där även de tre ovan nämnda genretavlorna finns), Änkan med flera. Med stora undrande ögon, svällande läppar, kokett hållning, alltid barbarmade och bararmade är dessa unga damer behagfulla nog, men deras naivitet förefaller mera spelad än fullt att tro på. 
Greuze målade goda porträtt (hans självporträtt med flera finns i Louvren, Gluck, Saint-Just, Bonaparte som förste konsul, helfigur, Versailles). Revolutionen gjorde dygdernas målare obehövlig, och när det nya århundradet inbröt, hade Greuze överlevt sig själv. Han hade nu återgått till klassiska ämnen, som borde passa för den nya allvarsfulla tiden, och han försökte sig även på sådana motiv som Arbetare, som sätter hackan i sin sons hand (salongen 1801, där han även utställde Den egyptiska Marias ånger). 
Ännu på salongen 1804 utställde han. Greuze är representerad, förutom i Louvren, i flera franska museer - i Montpellier finns bland annat Morgonbönen - i Dresden (Bibelläsning), i Berlin, Sankt Petersburg med flera städer. Greuze är representerad vid bland annat Nationalmuseum i Stockholm.